# Tarentola ephippiata
Espèce
Synonymes
- Tarentola delalandii hoggarensis Werner, 1937
- Tarentola panousei Pasteur, 1959
- Tarentola hoggarensis Werner, 1937

Tarentola ephippiata est une espèce de geckos de la famille des Phyllodactylidae.

## Répartition
Cette espèce se rencontre dans la moitié Nord de l'Afrique.

## Description
C'est une espèce de gecko d'aspect très trapu avec une peau rugueuse. La couleur est dans les tons de beige-rose, avec de grandes taches irrégulières (sur le dos et la tête) noires, grises et marron.

## Liste des sous-espèces
Selon The Reptile Database (15 février 2013) :
- Tarentola ephippiata ephippiata O'Shaughnessy, 1875
- Tarentola ephippiata hoggarensis Werner, 1937
- Tarentola ephippiata nikolausi Joger, 1984
- Tarentola ephippiata senegambiae Joger, 1984

## Publications originales
- Joger, 1984 : Taxonomische Revision der Gattung Tarentola (Reptilia: Gekkonidae). Bonner Zoologische Beiträge, vol. 35, no 1-3, p. 129-174 (texte intégral).
- O’Shaughnessy, 1875 : Descriptions of new species of Gekkotidae in the British Museum Collection. Annals and Magazine of Natural History, sér. 4, vol. 16, p. 262-266  (texte intégral).
- Werner, 1937 : Über Reptilien aus dem Hoggar-Gebirge. Zoologischer Anzeiger, vol. 118, p. 31-35.